# Campaña en África Occidental (Primera Guerra Mundial)
La Campaña de África Occidental de la Primera Guerra Mundial consistió en dos pequeñas y cortas operaciones militares por parte de los Aliados para capturar las colonias alemanas en África Occidental: Togolandia y África Occidental Alemana entre 1914 y 1916, a lo que hay que sumar los destacamentos enviados a reprimir levantamientos indígenas a partir de 1915.

## Resumen del conflicto
El Reino Unido, con el control casi absoluto de los océanos, tenía el poder y los recursos para conquistar las colonias alemanas en África tras el inicio de la Gran Guerra. Las dos colonias alemanas en el África Occidental habían sido obtenidas por el Imperio alemán hace poco y, por tanto, no estaban bien defendidas. Además, las colonias alemanas en esta región estaban completamente rodeadas por las colonias de sus enemigos: Reino Unido, Francia y Bélgica, sin embargo el momento de debilidad de ingleses y franceses fueron aprovechados por etnias locales en algunas colonias para alzarse en armas contra los poderes coloniales.

## Togolandia
Esta pequeña colonia alemana que abarcaba lo que hoy es la República de Togo y la mayor parte de lo que ahora es la región Volta de Ghana, fue rápidamente ocupada por una fuerza militar proveniente de la Costa de Oro británica (la moderna Ghana) y por un pequeño destacamento francés de Dahomey (el actual Benín). Togolandia no poseía fuerzas militares para defenderse, sólo un cuerpo de policía.
La estación de radio en Kamina fue atacada el 22 de agosto de 1914 y como todas las fuerzas aliadas convergieron en esta localidad, el comandante alemán decidió rendirse 4 días después de ordenar y supervisar la destrucción la importante estación. Todas estas operaciones se ocurrieron el 27 de agosto, sin que hubieran bajas de soldados alemanes europeos.
John Keegan identifica a las dos fuerzas militares que invadieron Togolandia como la Royal West African Frontier Force y los tirailleurs senegaleses.

## Kamerun
Kamerun (el actual Camerún y parte del este de Nigeria) poseía una guarnición de 1.100 soldados alemanes y unos 3.300 soldados africanos. Los ingleses atacaron desde Nigeria siguiendo tres rutas hacia el este, adentrándose en Camerún. Sin embargo, estas tres columnas fueron derrotadas por una combinación del terreno, la mala calidad de los caminos y las emboscadas de los soldados alemanes. Los franceses atacaron desde Chad, al norte de Kamerún, y capturaron Kusseri. A principio de septiembre, una fuerza combinada de franceses y belgas (la mayoría proveniente del Congo Belga) capturaron la ciudad costera de Limbe. Con la ayuda de cuatro cruceros alemanes y franceses, que actuaron como artillería móvil, el ejército franco-belga capturó la capital colonial de Douala el 27 de septiembre de 1914.
El único centro urbano importante alemán que resistía en ese momento era Yaounda (la actual Yaundé). Las tropas franco-belgas siguieron las vías del ferrocarril alemán hacia el interior rechazando todos los contraataques enemigos. En noviembre Yaundé fue capturada. Muchos de los soldados alemanes supervivientes huyeron a la Guinea Española (la actual Guinea Ecuatorial), el cual era un territorio neutral. El último fuerte alemán en Kamerún se rindió en febrero de 1916.

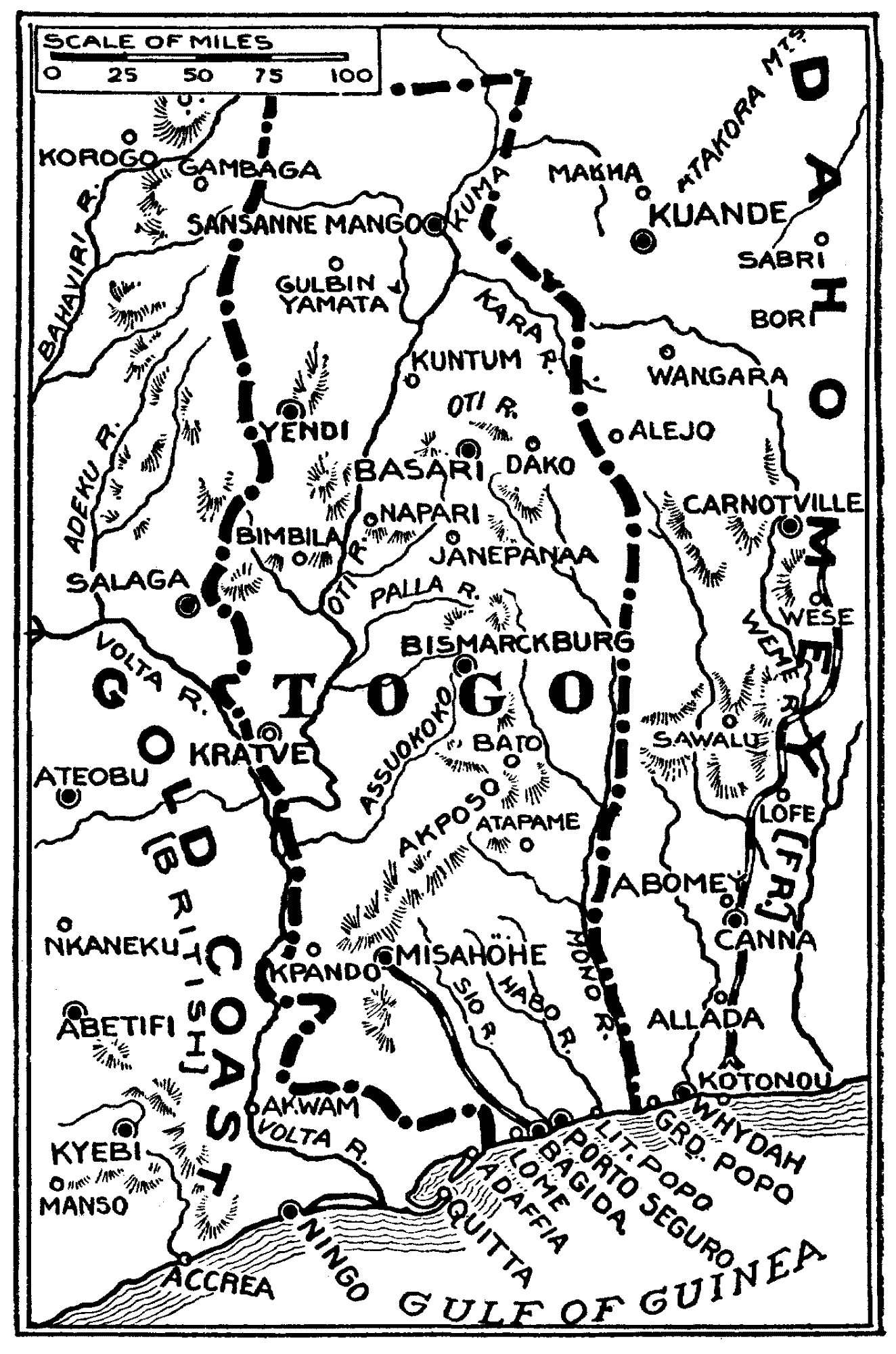
La campaña de Togolandia.

## Nigeria
En Nigeria En 1915, unos 600 rebeldes, armados con arcos y flechas, ocuparon Bussa, capturaron y mataron a la mitad de administración; los sobrevivientes huyeron del distrito. La rebelión causó pánico porque las autoridades británicas tenían muy pocas tropas. Una pequeña fuerza del ejército británico y la policía de Nigeria se trasladó a Bussa y se enfrentó a los rebeldes. Ningún soldado murió y solo se dispararon 150 tiros. Sabukki, uno de los cabecillas, huyó al cercano Dahomey francés y la rebelión fue sofocada. En 1918 ocurre un nuevo levantamiento antibritánico en Nigeria, esta vez en la región de Egba, que tomaron las armas y mataron a la administración local apoderándose de las localidades de Otite, Tappona, Mokoloki y Lalako. El 7 de junio, los británicos arrestaron a 70 jefes de Egba y dieron un ultimátum a los resistentes para que depusieran las armas. El 11 de junio, se trajo un grupo de soldados que regresaron del este de África y el 13 de julio, los rebeldes de Egba detuvieron las vías del tren en Agbesi y descarrilaron un tren. Otros rebeldes demolieron la estación de Wasimi y mataron al agente británico y atacaron al líder del distrito nororiental de Egba. Las hostilidades entre los rebeldes y las tropas coloniales continuaron durante unas tres semanas y el 10 de julio la rebelión había sido sofocada y los líderes asesinados o arrestados.

## África Occidental Francesa

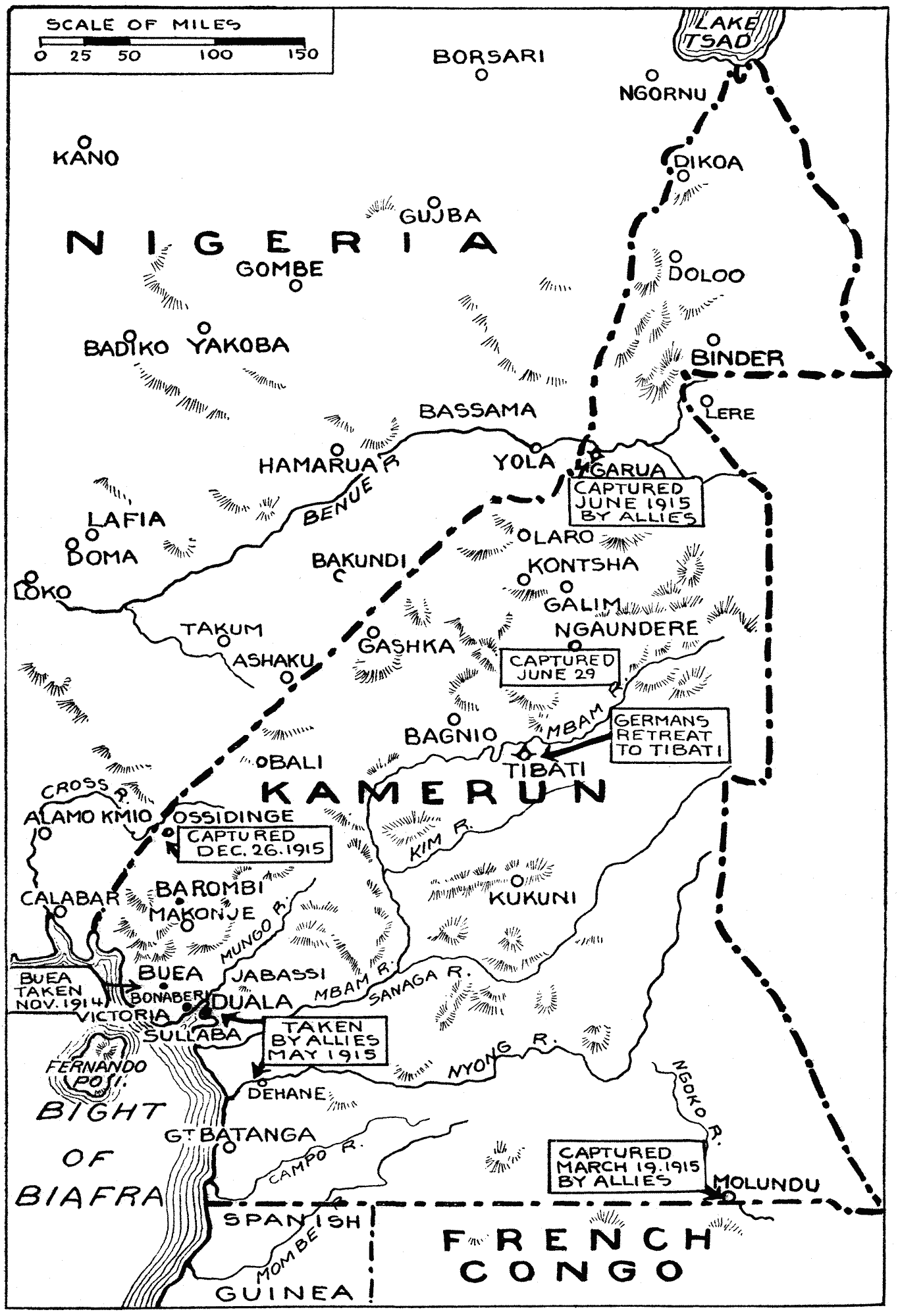
La campaña de Kamerun en agosto de 1915.

En el África Occidental Francesa estalló la Guerra de Volta-Bani que consistió en una rebelión anticolonial entre 1915 y 1917. La guerra comenzó cuando los habitantes de una docena de líderes se reunieron en el pueblo de Bona, para levantar las armas contra los franceses. Los motivos de insatisfacción eran de reclutamiento militar forzado de soldados para servir en los frentes de la Primera Guerra Mundial. Organizadas las milicias, se toman el sector de Alto Volta expulsando a los franceses y animando a las etnias vecinas a sumarse a la rebelión. En diciembre de 1915 estas tropas, armadas sólo con arcos, mosquetes, y varios fusiles obsoletos, repelieron a una columna militar de tropas coloniales de África Occidental Francesa, compuesta por 224 soldados. Posteriormente en 1916 repelieron una columna de 800 hombres. Sus éxitos les permitieron agrupar rápidamente a un número importante de etnias: Marka, Bwa, Samo, Minianka, Bobo, Dakkakari, Nuna, Fulbe, Toussian, Sambla, Winiamas.
Para hacer frente a la inesperada resistencia, el comandante de las tropas de la África Occidental Francesa, el general Pineau, confió al coronel Molard la misión para destruir esta resistencia. En febrero de 1916, se puso en marcha una nueva columna militar, que organizó una campaña sistemática de destrucción, con 750 hombres y dos secciones de ametralladoras, pero aun así fue rechazada. Cuando el levantamiento estaba en su apogeo en abril de 1916, las fuerzas indígenas reunieron entre 15 000 y 20 000 hombres y lucharon en varios frentes, conquistando un gran área. Ese mismo mes los franceses enviaron otras dos columnas de similares números a los de la columna de febrero con lo que empezaron los éxitos franceses. Posterior a esto las fuerzas coloniales fueron ganando terreno y las últimas oposiciones armadas fueron destruidas en 1917. Unos 110 pueblos fueron destruidos por las tropas coloniales.